# Kielsches Haus

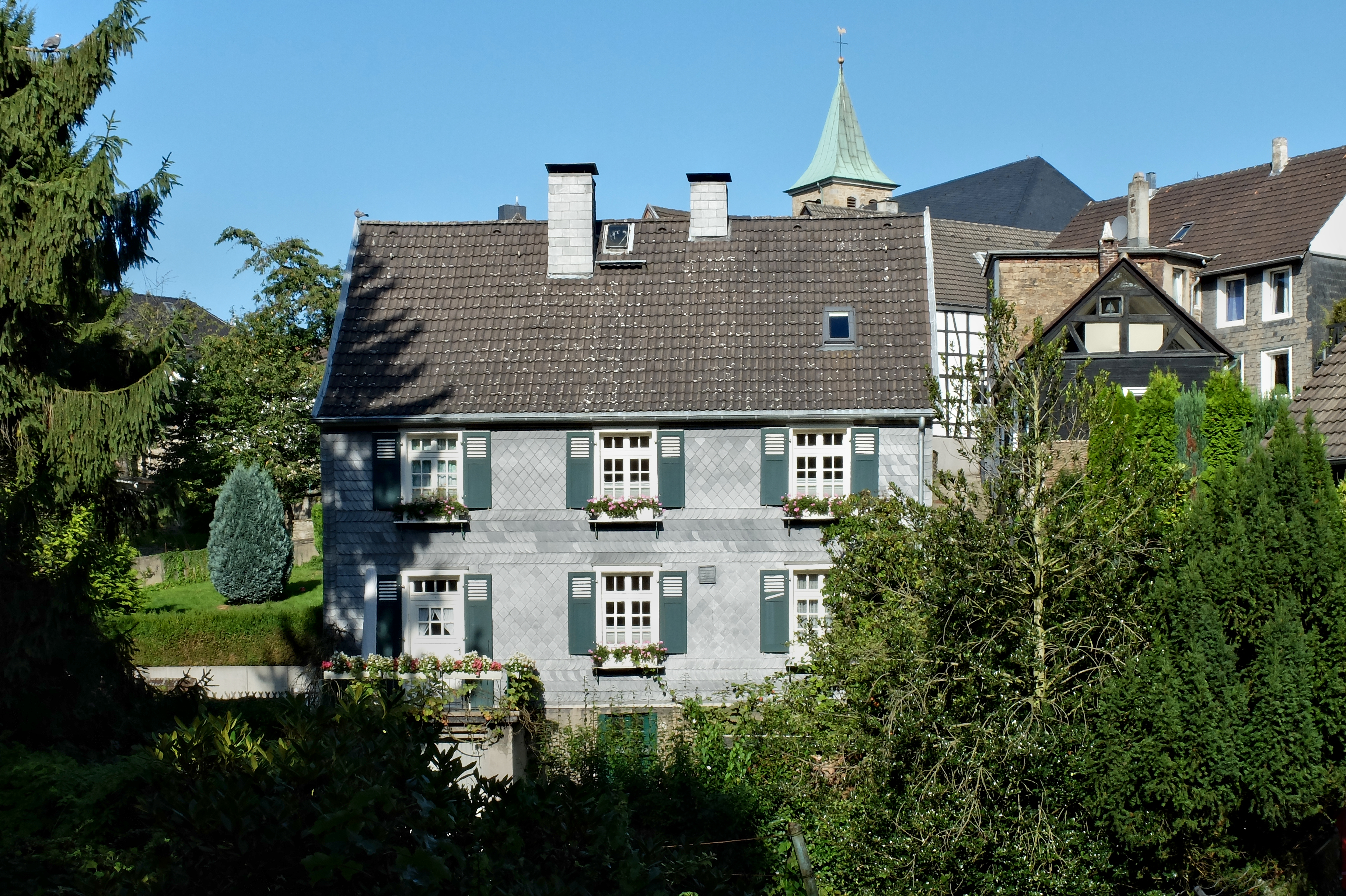
Kielsches Haus

Das Kielsche Haus ist ein Fachwerkhaus mit der Anschrift Im Tünken 4 in Blankenstein, Hattingen.
Davor stand an dieser Stelle ein Haus, welches Mitte des 18. Jahrhunderts als Schulhaus diente. 1823 wurde das Haus an Lehrer Johannes Bockhack für 164 Taler verkauft. Nach dessen Tod erbte sein Sohn das Gebäude. Er ließ das Haus 1840 abreißen und errichtete ein geräumigeres  Fachwerkhaus. 
Der Bergmann Ferdinand Kiel erwarb das Haus 1868. Sein Sohn gründete hier ein Haushaltswarengeschäft. 1880 warb er in einer Zeitungsanzeige für „irdene und steinerne Einmachtöpfe“; er verlieh auch Tassen und Messer und erweiterte das Geschäft um „Spezerei-Waren“. Das Geschäft wurde 1921 geschlossen.
Der Teich hinter dem Haus hängt mit einem der Quelläste des Tünken-Bachs zusammen.